# Гюнтер-Ебергард Вісліцені
Гюнтер-Ебергард Вісліцені (нім. Günther-Eberhardt Wisliceny; нар. 5 вересня 1912, Регуловкен, Східна Пруссія — пом. 25 серпня 1985, Ганновер) — німецький воєначальник часів Третього Рейху, СС-оберштурмбаннфюрер Ваффен-СС (1944). Один з 160 кавалерів Лицарського хреста Залізного хреста з дубовим листям та мечами (1944).

## Біографія
Військова кар'єра
- 18 березня 1933 — CC-Штурмманн
- 1 жовтня 1933 — CC-обершарфюрер
- 1 грудня 1933 — CC-гауптшарфюрер
- 10 березня 1935 — CC-Унтерштурмфюрер
- 9 листопада 1936 — СС-Оберштурмфюрер
- 2 квітня 1940 — СС-Гауптштурмфюрер
- 20 квітня 1943 — СС-Штурмбаннфюрер
- 20 квітня 1944 — СС-Оберштурмбаннфюрер

Гюнтер-Ебергард Вісліцені записався добровольцем до НСДАП, а згодом СС у 1933 році, а в 1938 отримав посаду в елітному полку «Дер Фюрер». У 1936 отримав звання СС-унтерштурмфюрера, з листопада 1940 — СС-оберштурмфюрер.
Участь у бойових діях взяв на посаді командира роти під час Балканської кампанії навесні 1941 року. З 1941 до 1943 бився на Східному фронті, під час німецько-радянської війни воював у Білорусі, під Смоленськом та Ржевом. З 1944 у Франції, чотири рази був поранений.
За видатні бойові заслуги командиром батальйону під час боїв на Курській дузі був удостоєний Лицарського хреста Залізного хреста. 27 грудня 1944 нагороджений дубовим листям до Лицарського хреста.
За бойові заслуги у боях в Арденнах, Угорщині та Австрії був удостоєний мечів до Лицарського хреста. В 1945 захоплений у полон американськими військами, утримувався в таборі військовополонених, був під слідством за військові злочини його дивізії в Тюлі та Орадурі, однак у 1951 звільнений.

## Нагороди
- Цивільний знак СС (№23 780)
- Спортивний знак СА в бронзі
- Німецька імперська відзнака за фізичну підготовку в бронзі
- Кільце «Мертва голова»
- Почесна шпага рейхсфюрера СС
- Медаль «У пам'ять 13 березня 1938 року»

### Друга світова війна
- Залізний хрест
  - 2-го класу (27 липня 1941)
  - 1-го класу (10 листопада 1941)
- Штурмовий піхотний знак в бронзі (1 грудня 1941)
- Нагрудний знак «За поранення»
  - в чорному (7 серпня 1941)
  - в сріблі (4 вересня 1944)
  - в золоті (12 березня 1945)
- Медаль «За вислугу років у СС» 3-го ступеня (8 років) (20 липня 1942)
- Медаль «За зимову кампанію на Сході 1941/42» (1 серпня 1942)
- Золотий почесний знак Гітлер'югенду
- Відзначений у Вермахтберіхт
- 2 нарукавних знаки «За знищений танк»
- Німецький хрест в золоті (24 квітня 1943) — як гауптштурмфюрер СС 3-го батальйону панцергренадерського полку СС «Дойчланд».
- Нагрудний знак ближнього бою
  - в бронзі (20 вересня 1943)
  - в сріблі (4 квітня 1944)
  - в золоті (31 березня 1945)
- Лицарський хрест Залізного хреста з дубовим листям і мечами
  - Лицарський хрест (30 липня 1943) — як штурмбаннфюрер СС і командир 3-го батальйону панцергренадерського полку СС «Дойчланд».
  - Дубове листя (№687; 26 грудня 1944) — як оберштурмбаннфюрер СС і командир 3-го панцергренадерського полку СС «Дойчланд».
  - Мечі (№151; 6 травня 1945) — як оберштурмбаннфюрер СС і командир 3-го панцергренадерського полку СС «Дойчланд».